# RAR (formato di file)
RAR (acronimo di Rošal ARchive) è un formato di file proprietario per l'archiviazione e la compressione dei dati, sviluppato nel 1993 da Evgenij Lazarevič Rošal.

## Storia
Roshal ha originariamente sviluppato il RAR e i programmi per la compressione/decompressione in DOS; in seguito furono create versioni per le altre piattaforme. L'algoritmo di compressione è proprietario e gli unici software che lo supportano sono quelli pubblicati da Rarsoft per Windows, Linux, macOS, FreeBSD e DOS, distribuiti come shareware. È invece stato pubblicato il codice sorgente per l'algoritmo di decompressione per le versioni 1 e 2 del formato RAR, e diversi software supportano la lettura di file RAR, tra cui i software open-source 7-Zip e PeaZip. Solo alcuni software open-source supportano la decompressione della versione 4 del formato RAR (ad esempio 7-Zip, che, dalla v15.06 beta, è in grado di estrarre anche gli archivi nel formato RAR5), che è supportata però da programmi freeware come, ad esempio, WinImp.

## Comparazione con altri algoritmi di compressione
Il RAR è generalmente più lento nelle operazioni di compressione rispetto ad algoritmi quali ZIP o gzip, ma è in grado di ottenere un rapporto di compressione migliore in certe situazioni. L'algoritmo LZMA di 7z fornisce un rapporto di compressione simile al RAR, ma il confronto dipende molto dal tipo di dati da comprimere.
Spesso su Internet sono disponibili test comparativi che tendono a dimostrare quale formato di compressione sia migliore ; qualunque sia il formato di compressione che si intende usare, nel valutare l'attendibilità di questi test occorre guardare: al tipo di dati da comprimere, all'indicazione del numero di versione dei programmi usati per il test (versioni vecchie dei vari programmi di compressione danno risultati in genere inferiori rispetto a versioni più recenti, quindi è bene prendere con cautela i test privi di queste informazioni, inoltre sulla rete sono spesso presenti articoli vecchi di oltre 5 anni e come tali non più attuali).

## Funzionalità degli archivi RAR
Oltre all'elevato rapporto di compressione, il formato RAR offre alcune funzionalità originali:
- È in grado di gestire archivi in volumi con efficienza e semplicità, eventualmente chiedendo all'utente il percorso del volume successivo. Inoltre l'estrazione di un file non necessita di tutte le parti, ma solo di quelle in cui il file è effettivamente presente.
- Se l'archivio è diviso in più parti, e se alcune di esse si corrompessero, potrebbero essere recuperate con l'ausilio dei file Rev.
- È possibile creare archivi solidi, in cui i file vengono trattati come un unico blocco di dati. Questa funzionalità (presente anche negli altri formati) migliora il rapporto di compressione ma, in caso di danneggiamento di un file, impedisce il recupero dei file successivi.
- È possibile criptare gli archivi con parole chiave, utilizzando l'algoritmo di criptazione AES.
- È possibile inserire settori di recupero per prevenire il danneggiamento dei dati.
- RAR supporta la memorizzazione di flussi NTFS e di informazioni di sicurezza.